# Marea (câble)
Pour les articles homonymes, voir Marea.

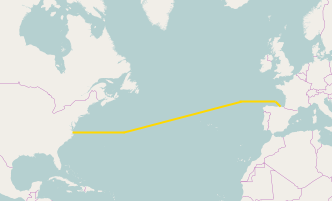
Marea

Marea est un câble sous-marin de transmission de données en fibres optiques entre Bilbao en Espagne et Virginia Beach aux États-Unis. 
Les derniers tronçons ont été posés en septembre 2017 ; son exploitation a commencé en février 2018. Il mesure 6 600 km, et a un débit maximal de 160 Tbit/s, ce qui en fait le câble transatlantique le plus performant au moment de sa mise en service. La société Microsoft avance qu'il peut soutenir en parallèle 71 millions de vidéos en streaming. Le câble, qui pèse approximativement 4,65 millions de kilogrammes, comprend une torsade de huit fibres optiques à peu près du diamètre d'un tuyau d'arrosage.
Posé et maintenu par Telxius, filiale de la société espagnole Telefónica qui gère déjà 31 000 km de câbles sous-marins, il est financé par Microsoft et Facebook qui le réservent pour leurs services respectifs. La société Telxius détient 50 % du câble, Microsoft 25 % et Facebook le dernier 25 %. Un directeur de la société Microsoft a mentionné les bris de communications occasionnés par le passage de l'ouragan Sandy en 2012 comme facteur dans la décision d'investir dans ce câble.
Le mot « Marea » est un emprunt de l'espagnol qui signifie « marée »,.